# Distrito Chañar
Distrito Chañar é uma junta de governo da província de Entre Ríos, na Argentina.